# Drummondita ericoides
Drummondita ericoides là một loài thực vật có hoa trong họ Cửu lý hương. Loài này được Harv. mô tả khoa học đầu tiên năm 1855.